# Diego López Ballesteros Pérez de Santamaría
Diego López Ballesteros Pérez de Santamaría (castellà: Diego López Ballesteros)  (Vilagarcía de Arousa, 1 de novembre de 1804 - Vilagarcía de Arousa, 29 de març de 1869) va ser un polític espanyol, ministre durant el regnat d'Isabel II.

## Biografia
Fill del ministre de Ferran VII, Luis López Ballesteros, estudia dret i fou escollit Diputat per la província de Pontevedra en 1837, 1839, 1840, 1843, 1844, 1846, 1850, 1851, 1857, 1858, 1863 i 1865, i fou nomenat Director General de Renda i Arbitris d'Amortització.
Va ser vicepresident del Congrés dels Diputats d'Espanya entre 1859 i 1862 i president entre desembre de 1862 i agost de 1863, va exercir també el càrrec de ministre d'Ultramar sota la presidència d'Alejandro Mon y Menéndez entre març i setembre de 1864.